# Нова Поляна (Новосибірська область)
Нова Поляна (рос. Новая Поляна) — присілок у Болотнинському районі Новосибірської області Російської Федерації.
Входить до складу муніципального утворення Карасевська сільрада. Населення становить 7 осіб (2010).

## Історія
Згідно із законом від 2 червня 2004 року органом місцевого самоврядування є Карасевська сільрада.

## Населення
| 2002 | 2007 | 2010 |
| ---- | ---- | ---- |
| 19   | ↘9   | ↘7   |